# Ruby Bridges

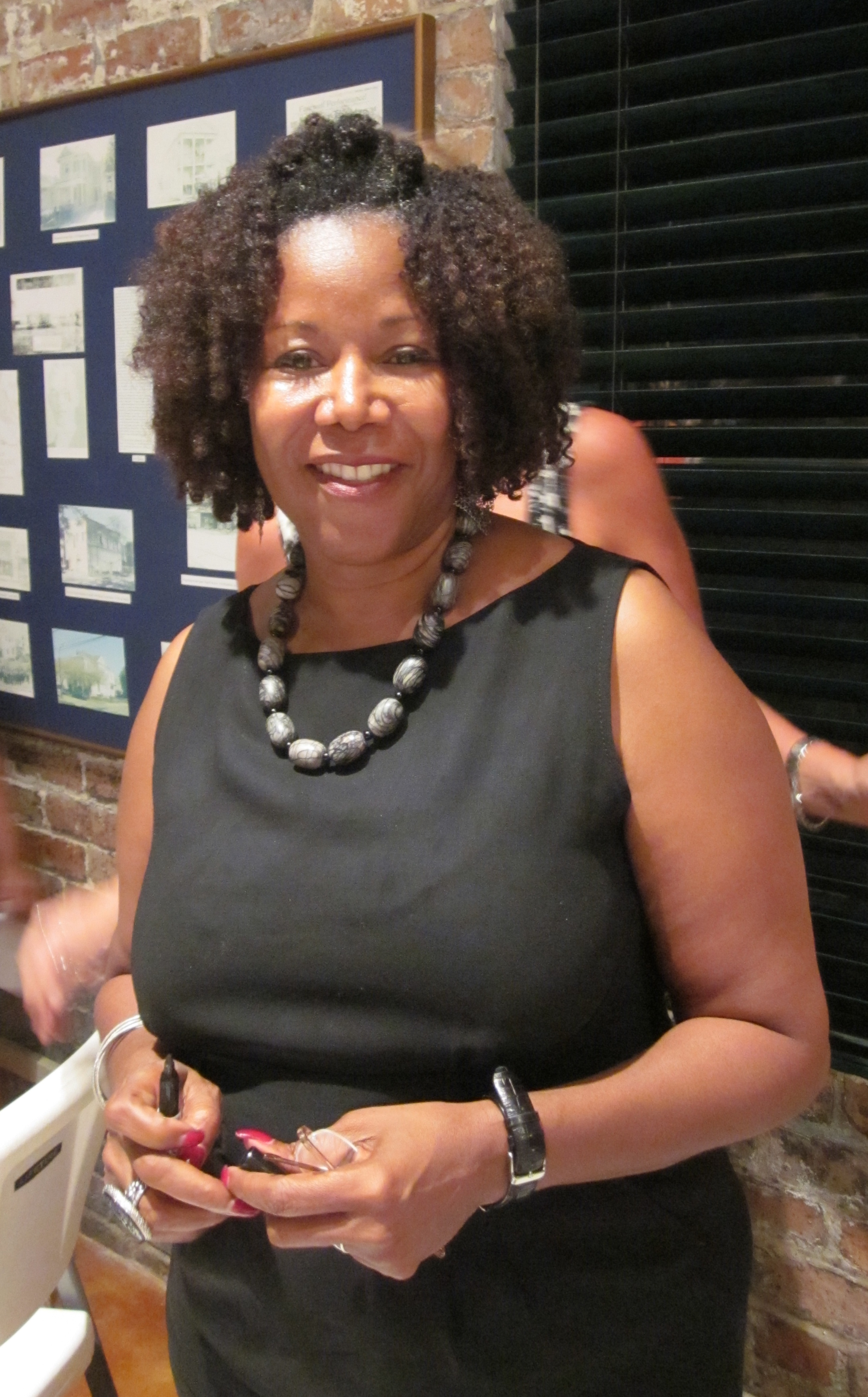
Ruby Bridges (2010)

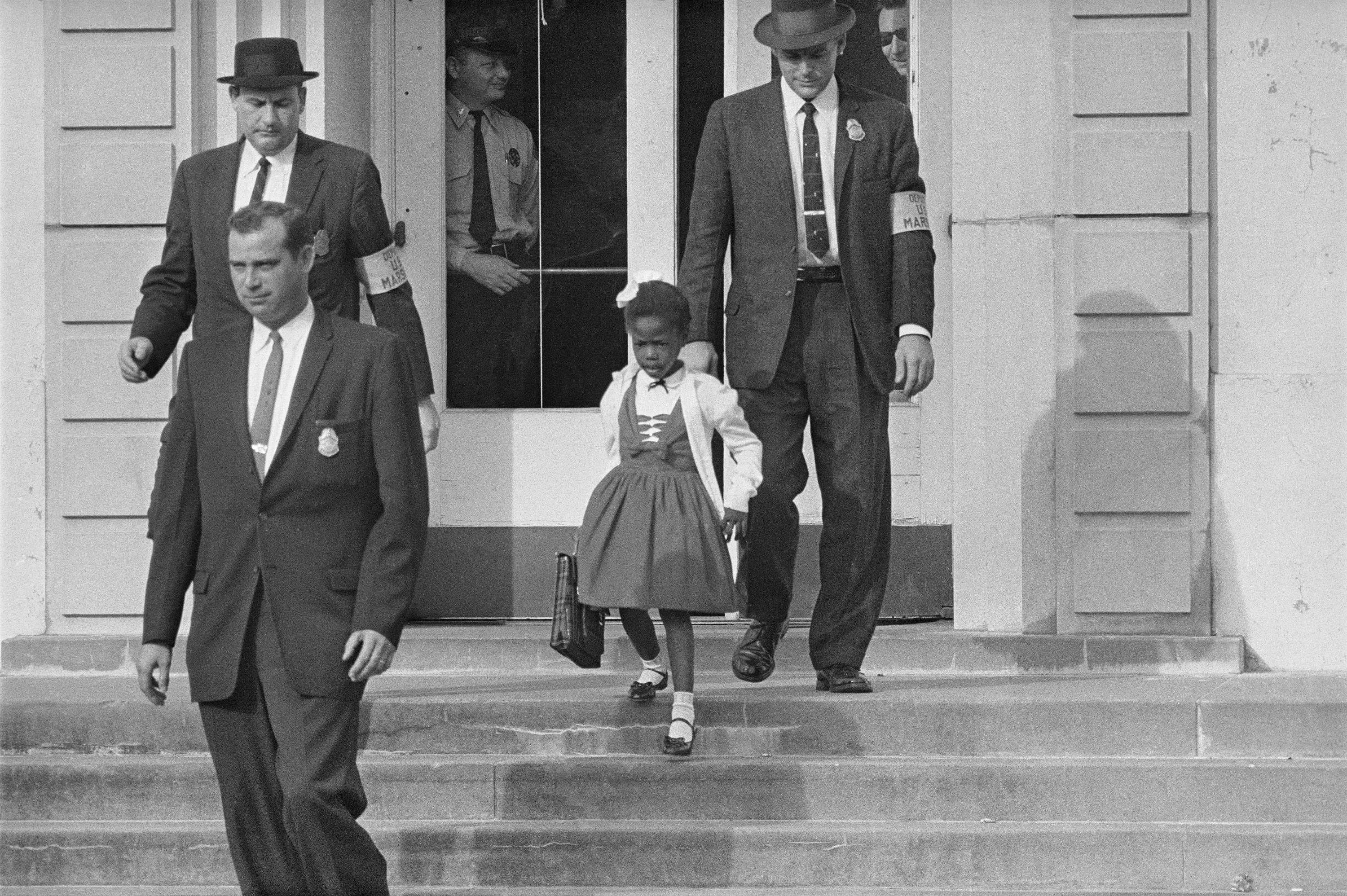
U.S. Marshals begleiten Ruby Bridges auf dem Schulweg, New Orleans (1960)

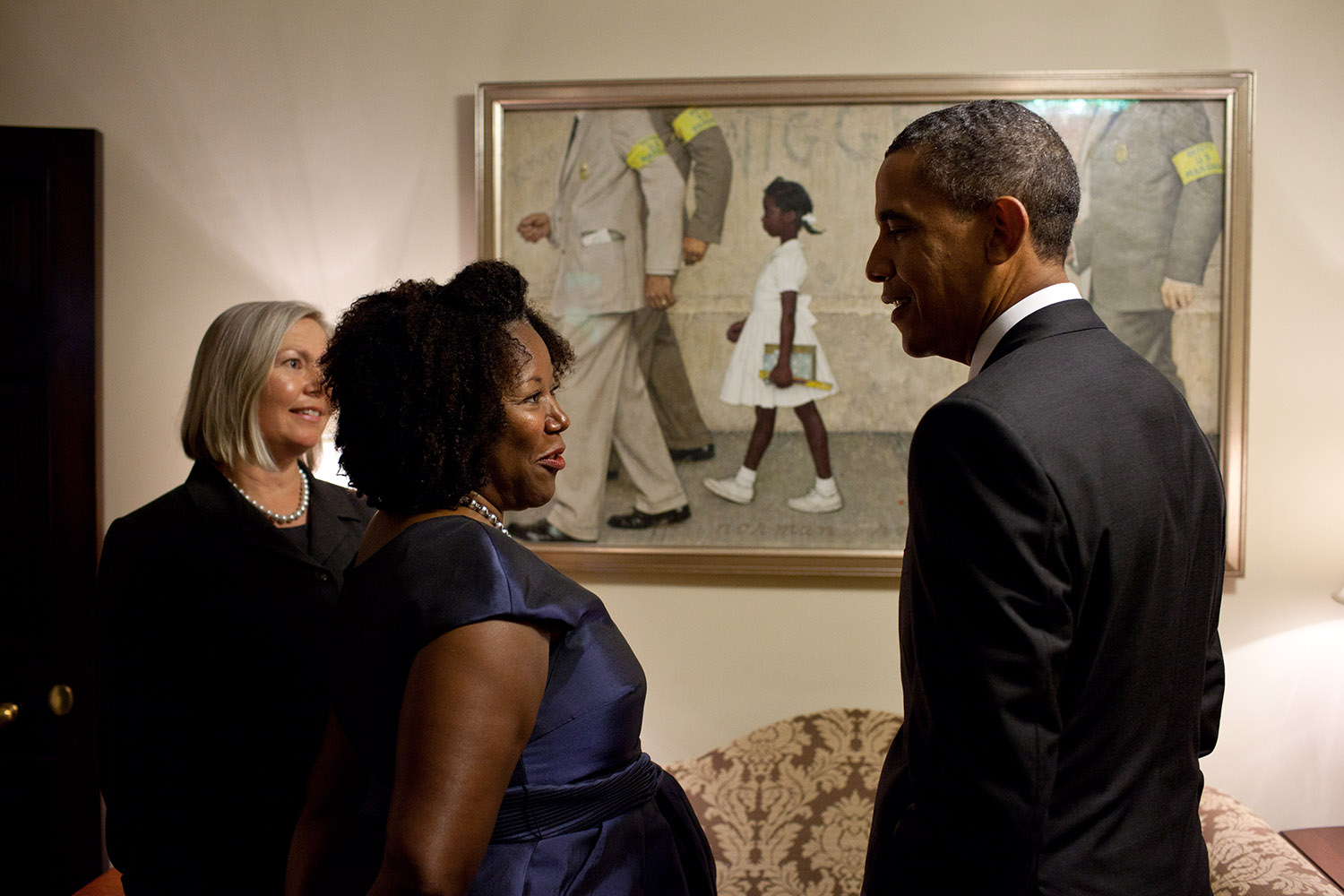
Ruby Bridges und Barack Obama vor dem Bild The Problem We All Live With des Malers Norman Rockwell vor dem Oval Office im Weißen Haus (2011)

Ruby Nell Bridges Hall (* 8. September 1954 in Tylertown, Mississippi) ist eine US-amerikanische Bürgerrechtlerin.

## Kindheit und Schulzeit
Ruby Nell Bridges wurde am 8. September 1954 in Tylertown im Bundesstaat Mississippi im Süden der USA geboren. Sie war das älteste von fünf Kindern des Ehepaares Abon und Lucille Bridges.  Als Ruby vier Jahre alt war, zog die kleine Familie aus wirtschaftlichen Gründen nach New Orleans. Ihr Vater wurde Tankwart und die Mutter übernahm Nachtjobs, damit sie über die Runden kamen.
Als Ruby sechs Jahre alt war, erlaubte der Staat Louisiana aufgrund einer neuen Rechtslage, dass Afroamerikaner in New Orleans bislang rein weiße Schulen besuchen konnten und somit an Grundschulen die Rassensegregation aufgehoben werden sollte. Dafür mussten Afroamerikaner aber einen schwierigen Eignungstest bestehen. Ruby war eines von sechs afroamerikanischen Kindern in New Orleans, die diesen Test bestanden hatten. Damit konnte sie in die William Frantz Elementary School eingeschult werden, in deren Nähe sie mit ihrer Familie wohnte. Ruby gehörte damit zu den ersten afroamerikanischen Kindern im Süden der USA, die eine fortan „gemischtrassige“ Schule besuchten.
Am 14. November 1960 wurde das Mädchen von vier Federal Marshals in die Schule begleitet, empfangen durch einen wilden Mob, der sie anschrie und mit Gegenständen bewarf. Die Schule war völlig leer, da alle anderen Kinder von ihren Eltern wegen Ruby zu Hause behalten oder an andere Schulen gegeben wurden. Auch die Lehrer waren nicht bereit, sie zu unterrichten, bis auf Barbara Henry, eine Lehrerin, die aus Boston neu nach New Orleans gekommen war.
Einer der Begleit-Marshals sprach von Ruby voller Bewunderung:

„Sie hat viel Mut bewiesen. Sie hat nie geweint. Sie hat nicht gewimmert. Sie marschierte wie ein kleiner Soldat mit, und wir sind alle sehr stolz auf sie.“

Über Monate unterrichtete Barbara Henry Ruby alleine. Auch die Eskorte der US Marshals blieb bestehen. Die Familie Bridges hatte unter Schikanen und Drohungen zu leiden. So verlor der Vater wegen des Schulbesuchs seiner Tochter die Arbeit, und die Großeltern in Tylertown verloren ihre Teilhabe an einem Pachtgrundstück. Ruby entwickelte Alpträume und Essstörungen, aber sie blieb, unterstützt durch ihre Lehrerin und vor allem ihre Mutter, bei ihrem Schulbesuch. Nach und nach halfen Nachbarn aus, auch die übrigen weißen Eltern in der Umgebung ließen ihre Kinder wieder in die Schule gehen. Im zweiten Schuljahr wurde die Eskorte aufgelöst und, nachdem mehrere andere Afroamerikaner auch dort eingeschult worden waren, normalisierte sich der Alltag der Schule und der von Ruby Bridges.

## Familie und Karriere
Ruby Bridges ist mit Malcolm Hall verheiratet. Sie haben vier Söhne und leben in New Orleans. Sie ist Vorsitzende der Ruby Bridges Foundation, die sie 1995 gründete. Bridges erhielt zahlreiche Ehrungen und Auszeichnungen, u. a. verlieh ihr Bill Clinton im Jahr 2001 die Presidential Citizens Medal. Weiterhin sind in den Vereinigten Staaten zwei Grundschulen nach ihr benannt.

## Kunst und Kultur
Der Kinofilm Ruby Bridges von Toni Ann Johnson aus dem Jahr 1998 befasst sich mit den Umständen der Schulzeit und der Rassentrennung. Das Bild The Problem We All Live With des Malers Norman Rockwell aus dem Jahr 1964 zeigt ebenfalls die Situation des damals sechs Jahre alten Mädchens. Das Werk gilt als eine Ikone der Bürgerrechtsbewegung in den Vereinigten Staaten.
Ruby Bridges selbst hat auch eigene Werke veröffentlicht:
- Through My Eyes, New York 1999
- Ruby Bridges Goes To School: My True Story, New York 2009
- This Is Your Time, New York 2020